# Памйонтково
Памйонтково (пол. Pamiątkowo, нім. Pamen) — село в Польщі, у гміні Шамотули Шамотульського повіту Великопольського воєводства.
Населення — 1247 осіб (2011).
У 1975-1998 роках село належало до Познанського воєводства.

## Демографія
Демографічна структура станом на 31 березня 2011 року:
|          | Загалом | Допрацездатний вік | Працездатний вік | Постпрацездатний вік |
| -------- | ------- | ------------------ | ---------------- | -------------------- |
| Чоловіки | 597     | 110                | 440              | 47                   |
| Жінки    | 650     | 126                | 395              | 129                  |
| Разом    | 1247    | 236                | 835              | 176                  |